# 叶璐
叶璐，加拿大华裔女高音歌唱家，表演艺术家，浙江温州人，先后师从美国Warren Robinson，Tom Todoroff意大利Giorgio Albertazzi，Pupi Avati。2017年意大利“歌剧音乐终生成就奖”的获得者。她曾参加2013年的教宗生日晚会/圣诞音乐晚会 。